# Архар
Арха́р (аргалі) — збірна назва кількох рас муфлона (лат. Ovis ammon — вівця бога Аммона), поширених в горах Алтаю, Алатау, Паміру та інших хребтів Середньої і Центральної Азії.
Довжина тіла 1,8 м, висота в холці 1,1 м, довжина хвоста 11 см, вага архара до 200 кг, роги великі, розвинені в обох статей.
Тепер А. поширені переважно у високогірних зонах, але до витіснення їх туди жили і на малих висотах. Архари витривалі, невибагливі, цінні мисливсько-промислові тварини.
Шляхом гібридизації архарів з мериносами в Казахстані виведена велика високопродуктивна гірська порода овець — казахський архаромеринос.

## Опис
Архар — пращур диких баранів. Також його вважають предком сучасних свійських овець. Одним із тих, хто бачив його в Тибеті -- Марко Поло. Ці тварини мають гострий зір і нюх. Коли вони відчувають небезпеку або появу хижих звірів — видають різкий крик. Деякі вчені вважають, що вони мають змогу розмовляти між собою за допомогою різних звукових сигналів. У давнину люди часто ішли через гори по стежках, які були прокладені архарами. На даний момент вони взяті під охорону, щоб вчені могли слідкувати за розмноженням цього специфічного виду.